# Sismo da Cidade do México de 1985
O Sismo da Cidade do México de 1985, foi um violento sismo ocorrido às 07h19 da manhã no dia 19 de setembro de 1985, tendo seu epicentro no mar de Michoacán, litoral do México, alcançando a capital em aproximadamente 50 segundos e chegando a magnitude 8,1 na escala de magnitude de momento. Deixou um rastro de destruição e morte na Cidade do México, derrubando vários edifícios na capital mexicana e outros estados. Foi tido como o pior terremoto da história do México, e um dos piores da história contemporânea e da América. O evento causou entre três e quatro bilhões de dólares em danos assim como 412 edifícios desmoronaram e outros 3 124 foram seriamente danificados na cidade. Enquanto os dados são contestados, o número mais citado de mortes é estimado em 10 mil pessoas, mas os especialistas concordaram que poderia ser de até 40 mil. o que torna, o terremoto mais mortal do México do Século XX. E o mais mortal terremoto do México depois do Sismo de Xalapa de 1920.

## O evento
Em 19 de setembro de 1985, uma quinta-feira, às 7h19, a Cidade do México foi abalada por um sismo de magnitude 8,1 na escala de magnitude de momento (8,0 segundo o USGS), com epicentro em 17,6 N e 102,5 W, no Oceano Pacífico, próximo de Lázaro Cárdenas (Michoacán), Michoacán. Trinta seis horas depois ocorreria uma réplica de magnitude 7,3 na escala de Richter. O primeiro sismo foi sentido em locais distantes como Houston, Cidade da Guatemala e Chiapas e gerou um tsunami que causou alguns danos próximo de Lázaro Cárdenas, com uma altura máxima de 3 m.
A Cidade do México, com 18 milhões de habitantes na época, teve sua energia elétrica, abastecimento de água e comunicações comprometidas. diversas tubulações de gás explodiram, provocando incêndios e ampliando a destruição.

## Vítimas e danos causados
Estima-se que este sismo tenha afectado seriamente cerca de 825 000 km2 de território e sentido por cerca de 20 milhões de pessoas. Foram contabilizadas 412 construções totalmente destruídas e 3 124 seriamente danificadas na Cidade do México (a maior parte das quais com uma altura entre 8 e 18 pisos). Foram também registados danos significativos em zonas dos estados de Jalisco, Michoacán, Colima, Guerrero, Morelos e Veracruz.
Toda a cidade foi abalada, mas as áreas mais afectadas foram aquelas situadas sobre o que em tempos foi o lago de Texcoco, na antiga Tenochtitlán. Os sedimentos não consolidados situados sob as construções e a negligência na construção dos edifícios foram os motivos principais que levaram ao colapso de tantas estruturas.
Após mais de dois minutos, a terra deixou de tremer, e, por essa altura, parte do centro da cidade estava em ruínas. Entre as construções destruídas contam-se várias escolas, cerca de 100 mil habitações, o edifício da emissora Televisa, vários edifícios governamentais e alguns hospitais. O número de vítimas foi estimado em 9,5 mil mortos (havendo algumas fontes que apontam até 35 mil mortos), 30 mil feridos, e 100 mil desalojados. As equipas de socorro terão salvo cerca de 4 mil pessoas, incluindo recém-nascidos de um hospital.
O governo foi criticado por ter se recusado a receber ajuda internacional, e pela demora no início do socorro às vítimas. O México era sede da Copa do Mundo de 1986, e o governo mexicano temia que a FIFA cancelasse o evento.
O valor dos danos causados por este sismo foi estimado em 4 bilhões de dólares.

## Locais memoriais
Um monumento às vítimas do terremoto foi erguido na Plaza de la Solidaridad, na Cidade do México, onde o Hotel Regis desabou.